# Kvinden i Værelse Nummer 13
Kvinden i Værelse Nummer 13 er en amerikansk stumfilm fra 1920 af Frank Lloyd.

## Medvirkende
- Pauline Frederick som Laura Bruce
- Richard Tucker som Joe
- Charles Clary som John Bruce
- John Bowers som Paul Ramsey
- Robert McKim som Dick Turner
- Sidney Ainsworth som Andy Lewis
- Charles Arling som Carrigan
- Marguerite Snow som Edna Crane
- Emily Chichester som Harriet Marsh
- Kate Lester som Lottie Hanson
- Golda Madden